# Sara Lundberg
Sara Caroline Lundberg, född 18 maj 1971, är en svensk illustratör och författare. 
Sara Lundberg utbildade på sig på McDaniel Collage i Westminster i Maryland i USA med en kandidatexamen i teater och konst 1994, på Konstfack i Stockholm till 2000 och på Kungliga Konsthögskolan i Stockholm till 2008. 
Hon vann 2009 Augustpriset för boken Skriv om och om igen tillsammans med Ylva Karlsson, Katarina Kuick och Lilian Bäckman. Samma år debuterade hon som författare med bilderboken Vita streck, utgiven av Alfabeta förlag. Vita streck och Öjvind blev nominerad till Augustpriset i barn- och ungdomsklassen 2011 och hon vann Augustpriset i barn- och ungdomsklassen 2017 för Fågeln i mig flyger vart den vill.